# اللوحة الناقصة (مسلسل)
اللوحة الناقصة مسلسل بوليسي سوري يروي قصة فنان تشكيلي مشهور يقتل في مزرعته في ظروف غامضة وتدور الشبهات حول زوجته لغيرتها عليه من فتاة بدأ برسمها وتتطور العلاقة بينهما لتبدأ بالتدخل في حياته الشخصية.

## قصة المسلسل
تدور أحداث المسلسل حول مقتل فنان تشكيلي مشهور يجسد دوره (جمال سليمان) في مزرعته الخاصة، كان يعاني من اضطرابات نفسية بسبب عمله بالفن ونظرته المختلفة للحياة وقدرته على اكتشاف تفاصيل كثيرة في أعماق الإنسان، يستخدمها لإنتاج لوحات فنية جعلته من كبار الفنانين التشكيليين السوريين، وتبدأ الأحداث بعد لقاء حسان ماهر (جمال سليمان) بنهاد (مرح جبر) الفتاة صغيرة السن التي تزوجت وتطلقت مبكرا مما أثر على نظرتها للحياة وعلى علاقاتها الشخصية، فيعجب بها ويقنعها برسم لوحة لها، بعد رؤيته لتفاصيل عميقة في شخصيتها، وتتطور علاقتهما على مرآى من زوجته (واحة الراهب)، حتى تصل إلى تدخل نهاد في حياته الشخصية، يُقتل وتتوجه الإتهامات إلى زوجته بسبب غيرتها عليه. كما يتطرق المسلسل إلى أهمية العلم واستخدامه إما في تطوير البشر أو إنهاء حياتهم من خلال الكيميائي فريد (محمد الحريري) الذي يصنع مادة سامة كالتي تجرعها الفيلسوف اليوناني أرسطو عند انتحاره. ينتمي المسلسل إلى المسلسلات البوليسية التي أنتجتها الدراما السورية في التسعينيات من القرن العشرين وحققت نجاحًا كبيرا، كمسلسل جريمة في الذاكرة، المحكوم، اختفاء رجل، وغيرها.

## شخصيات المسلسل
- جمال سليمان بدور حسان ماهر.
- واحة الراهب بدور عبلة.
- مرح جبر بدور نهاد.
- محمد الحريري بدور فريد.
- ليلى سمور بدور سلمى.
- جهاد عبدو بدور شفيق.
- رنا جمول بدور رجاء.
- جورج حداد المحقق.
- أمانة والي بدور منى.
- بسام كوسا (ضيف شرف) بدور أكرم.
- دينا خانكان بدور أم سعيد.
- نزار أبو حجر.
- روعة.
- سامر منلا علي
- حسام شماط[4]

## وصلات خارجية
- حلقات مسلسل اللوحة الناقصة على يوتيوب